# هويانغوصور
الهويانغوصور (الاسم العلمي: Huayangosaurus) (من الصينية: هويانغ = 華陽 = اسم مدينة سيتشوان الصينية)، هو جنس منقرض من ديناصورات الستيغوصوريات من العصر الجوراسي في الصيني. عاش خلال مرحلة الباثوني حتى مرحلة الكالوفي، قبل 165 مليون سنة، حوالي 20 مليون سنة قبل ظهور قريبه الشهير الستيغوصور في أمريكا الشمالية. يبلغ طوله 4.5 متر فقط، وكان أيضا أصغر بكثير من قريبه الشهير. وجدت أحافيره في تشكيل شاكسيمياو السفلي، شارك الهويانغوصور نفس بيئة الجوراسي الأوسط المحلية مع الصربوديات مثل الشونوصور والداتوصور [الإنجليزية] والأوميصور والبروتوغناثوصور [الإنجليزية].